# Liste der Monuments historiques in Saint-Clément (Meurthe-et-Moselle)
Die Liste der Monuments historiques in Saint-Clément führt die Monuments historiques in der französischen Gemeinde Saint-Clément auf.

## Liste der Objekte
| Bezeichnung                | Beschreibung                                                              | Standort                        | Kennzeichnung | Schutzstatus | Datum | Bild |
| -------------------------- | ------------------------------------------------------------------------- | ------------------------------- | ------------- | ------------ | ----- | ---- |
| Monstranz                  | Kupfer, vergoldet, zweite Hälfte des 18. Jahrhunderts                     | in der Kirche St-Clément (Lage) | PM54000807    | Classé       | 1981  |      |
| Kruzifix                   | Fayence, um 1950                                                          | in der Kirche St-Clément (Lage) | PM54001857    | Inscrit      | 1996  |      |
| Wandgemälde                | aus dem 15. Jahrhundert                                                   | in der Kirche St-Clément (Lage) | PM54000803    | Classé       | 1908  |      |
| Neugotischer Kreuzweg      | Fayence, Holzrahmen, 1893/94                                              | in der Kirche St-Clément (Lage) | PM54000804    | Classé       | 1982  |      |
| Linker Seitenaltar         | Altartisch; Holz, farbig gefasst, zweite Hälfte des 18. Jahrhunderts      | in der Kirche St-Clément (Lage) | PM54000805    | Classé       | 1982  |      |
| Skulptur Madonna mit Kind  | mit Sockel; Holz, farbig gefasst und vergoldet, 18. Jahrhundert           | in der Kirche St-Clément (Lage) | PM54000806    | Classé       | 1981  |      |
| Hauptaltar                 | Altartisch; Holz, farbig gefasst und vergoldet, um 1720                   | in der Kirche St-Clément (Lage) | PM54000808    | Classé       | 1981  |      |
| Skulptur Mariä Himmelfahrt | Holz, farbig gefasst, versilbert und vergoldet, Ende des 18. Jahrhunderts | in der Kirche St-Clément (Lage) | PM54001856    | Inscrit      | 1980  |      |